# ARO Nostalgica
ARO Nostalgica a fost ultimul proiect al uzinei ARO din Câmpulung, lansat în 2005, cu scopul de a reinterpreta modelul IMS (ARO M461) într-o manieră modernizată. Deși prototipul promitea performanțe remarcabile, precum atingerea vitezei de 100 km/h și capacități off-road superioare, acesta nu a ajuns niciodată în producția de serie.